# Cobayas Atómicos
Cobayas Atómicos: Los experimentos radiactivos con humanos que ocultó Estados Unidos es un libro escrito por Eileen Welsome, publicado originalmente en 1999, y traducido al español en 2019.
Narra los experimentos de radiación llevados a cabo por el gobierno de los Estados Unidos en ciudadanos no debidamente informados, basada en la serie ganadora del Premio Pulitzer que Welsome escribió para The Albuquerque Tribune. Welsome llevó a cabo una extensa investigación, en la cual revisó documentos oficiales desclasificados, e hizo múltiples entrevistas a personas involucradas en los experimentos.      

## Descripción general
Los experimentos comenzaron en 1945, mientras los científicos del Proyecto Manhattan se preparaban para detonar la primera bomba atómica. Se sabía que la radiación era peligrosa, y los experimentos fueron diseñados para determinar el efecto de la radiación sobre la salud humana. La mayoría de los sujetos, dice Welsome, eran pobres, discapacitados, y enfermos.
Entre 1945 y 1947, médicos del Proyecto Manhattan inyectaron plutonio a 18 personas que, supuestamente, tenían enfermedades que les daban una expectativa de vida menor a 10 años. Cobayas Atómicos narra las vidas de los sujetos del programa, nombrando a cada persona involucrada, y discutiendo la investigación ética y médica realizada en secreto por los científicos y médicos. 
El primero en recibir una inyección fue Ebb Cade, quien participó involuntariamente en un experimento médico el 10 de abril de 1945. Otros sujetos notables del programa fueron Albert Stevens, el hombre que sobrevivió a la dosis de radiación acumulada más alta conocida en cualquier ser humano; Simeon Shaw, de cuatro años de edad, enviado desde Australia a los EE. UU. para recibir un tratamiento médico; y Elmer Allen.
Los principales investigadores involucrados en el programa fueron el Dr. Joseph Gilbert Hamilton, Wright Langham, Louis Hempelmann, Robert Stone, y Stafford Warren . Los experimentos se llevaron a cabo en hospitales de Oak Ridge, Tennessee, y Rochester, Nueva York, en la Universidad de Chicago, y la Universidad de California .
Otros experimentos dirigidos por la Comisión de Energía Atómica de los Estados Unidos continuaron hasta la década de 1970, y el libro comenta sobre dos casos destacados. Uno de ellos ocurrió en una clínica prenatal de Nashville, Tennessee, donde se administraron "cócteles de vitaminas" (en realidad, bebidas con hierro radiactivo) a 829 mujeres embarazadas. En el segundo caso, que se desarrolló en Massachusetts, 73 niños discapacitados fueron alimentados con avena mezclada con trazadores radiactivos en un experimento patrocinado por el MIT y la Quaker Oats Company . En ninguno de estos casos se informó a los sujetos sobre la naturaleza de los procedimientos y, por lo tanto, no pudieron haber proporcionado su consentimiento informado.

## Sujetos que recibieron inyecciones de plutonio
En la siguiente tabla se enumeran los sujetos que recibieron inyecciones de plutonio según los nombres que se les atribuyeron en los experimentos:
| Número del paciente e información biográfica al momento de la inyección | Fecha de la inyección | Fecha de muerte | Tiempo de supervivencia | Edad al momento de fallecer | Causa de la muerte                  | Cantidad de Pu-239 inyectado (mg) |
| ----------------------------------------------------------------------- | --------------------- | --------------- | ----------------------- | --------------------------- | ----------------------------------- | --------------------------------- |
| HP-12, hombre de 55 años                                                | 1945                  | 1953            | 8 años                  | 63                          | Insuficiencia cardíaca              | 4.7                               |
| CHI-1, hombre de 68 años                                                | 1945                  | 1945            | 5 meses                 | 68                          | Cancer de mandíbula y de pulmón     | 6.5                               |
| CAL-1, hombre de 58 años                                                | 1945                  | 1966            | 20.7 años               | 79                          | Enfermedad cardiovascular           | 0.75 + 0.2 (Pu-238)               |
| HP-1, hombre de 67 años                                                 | 1945                  | 1960            | 14.2 años               | 81                          | Bronconeumonía                      | 4.6                               |
| HP-2, hombre de 48 años                                                 | 1945                  | 1948            | 2.4 años                | 50                          | Enfermedad cerebral                 | 5.1                               |
| HP-3, mujer de 48 años                                                  | 1945                  | 1983            | 37.2 años               | 85                          | Paro cardíaco                       | 4.9                               |
| HP-4, mujer de 18 años                                                  | 1945                  | 1947            | 1.4 años                | 20                          | Síndrome de Cushing                 | 4.9                               |
| HP-5, hombre de 56 años                                                 | 1945                  | 1946            | 5 meses                 | 57                          | Bronconeumonía                      | 5.1                               |
| CHI-2, mujer de 56 años                                                 | 1945                  | 1946            | 17 días                 | 56                          | Cáncer de mama                      | 94.9                              |
| CHI-3, hombre joven                                                     | 1945                  | 1946            | 6 meses                 | Desconocida                 | Probablemente enfermedad de Hodgkin | 94.9                              |
| HP-6, hombre de 44 años                                                 | 1946                  | 1984            | 38 años                 | 82                          | Muerte natural                      | 5.3                               |
| HP-7, mujer de 59 años                                                  | 1946                  | 1946            | 9 meses                 | 60                          | Insuficiencia pulmonar              | 6.3                               |
| HP-11, hombre de 69 años                                                | 1946                  | 1946            | 6 días                  | 69                          | Bronconeumonía                      | 6.5                               |
| HP-8, mujer de 41 años                                                  | 1946                  | 1975            | 29.7 años               | 71                          | Desconocida                         | 6.5                               |
| HP-9, hombre de 64 años                                                 | 1946                  | 1947            | 1.2 años                | 65                          | Bronconeumonía                      | 6.3                               |
| CAL-2, niño de 4 años y 10 meses                                        | 1946                  | 1947            | 8 meses                 | 5                           | Cáncer de hueso                     | 2.7 + radio-cerio e itrio         |
| HP-10, hombre de 52 años                                                | 1946                  | 1957            | 10.9 años               | 63                          | Insuficiencia cardíaca              | 6.1                               |
| CAL-3, hombre de 36 años                                                | 1947                  | 1991            | 44 años                 | 80                          | Insuficiencia respiratoria          | .006 (Pu-238)                     |

## Participación del gobierno
El gobierno encubrió la mayoría de estos accidentes con radiación hasta 1993, cuando el presidente Bill Clinton ordenó un cambio de política, en parte gracias al trabajo inicial de Welsome. Clinton nombró a Hazel O'Leary como Secretaria de Energía, y ella inició una política de apertura en su organismo . Se dedicó a desclasificar múltiples archivos del Departamento de Energía, incluyendo varios sobre los experimentos radiactivos en humanos realizados durante la Segunda Guerra Mundial y la Guerra Fría, e indemnizó a algunos familiares de personas que habían participado en los experimentos. Por otro lado, el presidente Clinton publicó la Orden Ejecutiva 12891, mediante la cual creó el Comité Asesor sobre Experimentos con Radiación en Humanos (ACHRE, según sus siglas en inglés).
Este comité elaboró un informe final, en el cual se explayó sobre los experimentos con radiación realizados por el gobierno entre 1944 y 1974. El informe fue publicado el 3 de octubre de 1995, el mismo día del veredicto en el caso O.J. Simpson, cuando gran parte de la atención de los medios estaba dirigida a otra parte. Dentro de dicho informe, el comité admite que se cometieron errores, pero no condena a quienes los perpetraron. El informe afirma que "el gobierno federal patrocinó varios miles de experimentos con radiación humana", pero al mismo tiempo comenta que esas atrocidades se cometieron por una obligación mayor. Plantea que, en la mayoría de los casos, los experimentos se realizaron para hacer avances en la ciencia biomédica o por motivos de defensa nacional.
Por otro lado, el director de ACHRE, Jay Katz, hizo una declaración en la cual afirmó que los pacientes-sujetos que participaron de los experimentos no pudieron elegir realmente si querían participar o no de los experimentos, lo cual confirma el argumento de Welsome. Además comentó que, en su opinión, los investigadores que no estaban avergonzados por la falta de consentimiento de sus pacientes para participar de los experimentos, sino que lo que realmente les preocupaba eran sus propias implicaciones legales.
Finalmente, podemos agregar que Jonathan D. Moreno, un miembro de alto rango del comité, publicó en 1999 el libro Undue Risk: Secret State Experiments on Humans (Riesgo indebido: experimentos secretos estatales con seres humanos), que cubre algunos de los mismos temas que Cobayas Atómicos.